# Бёрн, Натали
Наталия Гуслистая — украинская и американская актриса, фотомодель и кинопродюсер. Более известна под сценическим псевдонимом Натали Бёрн (англ. Natalie Burn).

## Биография
Родилась в Киеве. В возрасте трёх лет, из-за плохой осанки, мать отдала её в секцию балета. В 13 лет переехала в Лондон и поступила в Королевскую балетную школу. В 21 год переехала в Лос-Анджелес, где некоторое время училась в Институте театра и кино Ли Страсберга.
Дебютировала в кино в 2006 году, снялась более чем в 50 фильмах; в дополнение к карьере актрисы, Бёрн также выступала в кино в качестве продюсера. Наиболее известные роли в Голливуде сыграла в боевиках «Неудержимые 3» (2014) и «Механик: Воскрешение» (2016).
В 2018 году получила гражданство США.

## Фильмография
| Год  |   | Русское название          | Оригинальное название                 | Роль                       |
| ---- | - | ------------------------- | ------------------------------------- | -------------------------- |
| 2006 | ф | Свидание вслепую          | Coffee Date                           | Криста                     |
| 2011 | ф | Бладрейн 3: Третий рейх   | BloodRayne: The Third Reich           | снайпер Наташа             |
| 2011 | ф | Во имя короля 2           | In the Name of the King 2: Two Worlds | Эллиана                    |
| 2012 | ф | Бригада: Наследник        | —                                     | Келли Ольсен               |
| 2014 | ф | Мамула                    | Mamula                                | Люси                       |
| 2014 | ф | Неудержимые 3             | The Expendables 3                     | жена Конрада Стоунбэнкса   |
| 2016 | ф | Механик: Воскрешение      | Mechanic: Resurrection                | Натали Стоун               |
| 2017 | ф | Ночной мир                | Nightworld                            | продюсер                   |
| 2021 | ф | Крепость                  | Fortress                              | Сандра                     |
| 2022 | ф | Крепость 2: Глаз снайпера | Fortress: Sniper’s Eye                | Сандра                     |
| 2022 | ф | Чёрный Адам               | Black Adam                            | наёмница-революционерка #1 |